# 静岡市立安東中学校
静岡市立安東中学校（しずおかしりつ あんどうちゅうがっこう）は、静岡県静岡市葵区安東三丁目に所在する公立中学校。

## 沿革

### 歴史
- 1956年 - 開校。城内中学校区の一部を学区とする。校章制定。校舎落成。
- 1958年 - 静岡市立麻機中学校を合併。
- 1956年 - 校歌制定。
- 1960年 - 校旗完成。
- 1969年 - 住居表示の実施により所在地の表記が従前の北安東91番地から安東三丁目13番1号となる。
- 1971年 - 男子制服を詰襟からブレザー型に変更
- 1972年 - 女子バスケットボール部、全国大会準優勝。
- 1972年 - 男子バレーボール部、全国大会で第3位。
- 1978年 - 静岡市立観山中学校開校に伴い学区の一部が観山中学校に変更される。
- 1986年 - 新校舎落成。
- 1989年 - 新体育館完成。
- 1996年 - 校舎増築。
- 1997年 - プール完成。
- 1998年 - テニスコート落成記念式[1]

## 略称
- 「安中」（あんちゅう）等
  - 同市内にある安倍川中学校の略称は「あべちゅう」で混同されることはない。

## 部活動
| - 野球部 - 陸上競技部 - サッカー部 - ソフトテニス部（男・女） - バレーボール部（男・女） - バスケットボール部（男・女） | - 新体操部 - 卓球部（男・女） - 剣道部 - 吹奏楽部 - 芸術部 |

水泳部に関しては、現在廃部。活動は外部となっている。（2021年度時点）

## 小学校区
下記3校はすべて小中一貫グループである。
- 静岡市立安東小学校
- 静岡市立城北小学校（葵区大岩、大岩四丁目、北安東三丁目・四丁目のみ）
- 静岡市立竜南小学校（葵区北安東一丁目・二丁目のそれぞれ一部と北安東五丁目のみ）

## 著名な学校関係者

### 出身者
- 斎藤誠 - 1958年生まれ。ミュージシャン、サザンオールスターズのサポートギタリスト。
- 村田陽一 - 1963年生まれ。トロンボーン奏者。
- 吉井和哉 - 1966年生まれ。THE YELLOW MONKEYのボーカル。
- 星野和音 - 1983年生まれ。音楽監督、指揮者、バストロンボーン奏者。
- 水香依千（みずかいち　※芸名） - 1991～1994年生まれ？。宝塚歌劇団97期生、男役、宙組。城北高校→宝塚音楽学校(2009年4月入学)→宝塚歌劇団入団(2011年3月)

## 刊行物
静岡市立安東中学校郷土研究部など
- 『統計教育研究集録 : 教科領域において統計的な見方考え方をどのように育てたらよいか 』　1970年
- 『15年のあゆみ』　1971年
- 『谷津山周辺の研究』　1985年　3/20
- 『今川氏十一代と静岡』　1984年　3/15
- 『東海道の宿場 1〜3』　1985年
- 『仰峰 : 静岡市立安東中学校30周年記念誌』　1986年
- 『東海道の宿場 : 研究論文編集資料』 1987年　3/7
- 『安東地区の研究』　1988年　9/1
- 『鎮江流芳 : 安東中学校第十二期生卒業五十周年記念誌』　1991年
- 『徳川家康と駿府の行政』　1992年　3/31
- 『鴨江春秋』　1995年
- 『輝き愛いのち』　1996年

## アクセス
- しずてつジャストライン大浜麻機線 （静岡駅から麻機方面行きに乗車）「記念碑前」バス停から徒歩5分